# Loreto (kanton)
Loreto – kanton w Ekwadorze, w prowincji Orellana. Stolicą kantonu jest Loreto.